# Serviès-en-Val
Serviès-en-Val  ist eine französische Gemeinde mit 207 Einwohnern (Stand 1. Januar 2022) im Département Aude in der Region Okzitanien. Sie gehört zum Arrondissement Carcassonne und zum Kanton La Montagne d’Alaric.

## Nachbargemeinden
Nachbargemeinden von Serviès-en-Val sind Arquettes-en-Val im Norden, Val-de-Dagne mit Montlaur im Nordosten, Rieux-en-Val im Südosten und Taurize im Westen.

## Bevölkerungsentwicklung
| Jahr      | 1962 | 1968 | 1975 | 1982 | 1990 | 1999 | 2017 |
| Einwohner | 352  | 350  | 323  | 270  | 245  | 250  | 213  |